# Back and Forth (B.o.B)
Back and Forth è un singolo del rapper statunitense B.o.B, pubblicato il 13 agosto del 2015, un giorno prima dell'uscita dell'album da cui è estratto, Psycadelik Thoughtz.

## Il brano
Back and Forth è un brano di genere funk e disco, con un ritornello che presenta un pesante uso dell'Auto-Tune. Il brano è stato paragonato dai critici musicali a veri lavori dei Daft Punk e di Snoop Dogg.

## Tracce
Download digitale
1. Back and Forth – 3:43